# Мрља
Мрља је промена боје која се може јасно разликовати од површине, материјала или средини на којој се налази. Они су узроковани хемијском или физичком интеракцијом два различита материјала. Случајно бојење може учинити да материјали изгледају коришћени, деградирани или трајно нечисти . Намерно бојење се користи у биохемијским истраживањима и за уметничке ефекте, као што су бојење дрвета, бојење рђе и витража.

## Врсте
Могу постојати намерне мрље (као што су мрље од дрвета или боје), индикативне мрље (као што су боје за храну или додавање супстанце да би бактерије биле видљиве под микроскопом), природне мрље (као што је рђа на гвожђу или патина на бронзи), и случајне мрље као што су кечап и синтетичко уље на одећи.
Различите врсте материјала могу бити обојене различитим супстанцама, а отпорност на мрље је важна карактеристика савременог текстилног инжењерства.

## Формација
Примарни метод формирања мрља су површинске мрље, где се супстанца за бојење излива на површину или материјал и задржава се у влакнима, порама, удубљењима или другим капиларним структурама на површини.  Материјал који је заробљен облаже основни материјал, а мрља рефлектује позадинско осветљење у складу са сопственом бојом. Наношење боје, просуте хране и мрља за дрво су ове природе. 
Секундарна метода бојења укључује хемијску или молекуларну реакцију између материјала и материјала за бојење. Многе врсте природних мрља спадају у ову категорију.
Коначно, може постојати и молекуларна привлачност између материјала и материјала за бојење, што укључује држање у ковалентној вези и приказивање боје везане супстанце. 

## Својства
У многим случајевима, мрље су под утицајем топлоте и могу постати довољно реактивне да се повежу са основним материјалом. Примењена топлота, као што је пеглање, хемијско чишћење или сунчева светлост, може изазвати хемијску реакцију на мрљу која се иначе може уклонити, претварајући је у хемикалију.

## Уклањање
Постоје различите технике прања веша које покушавају да уклоне или умање постојеће мрље. Средство за уклањање мрља је важна врста хемикалије у детерџентима за прање веша, а неки одстрањивачи су формулисани да се наносе директно на мрље. Уклањање неких мрља захтева друге хемикалије или посебне технике. Употреба неодговарајуће технике може да учини трајном мрљу која се иначе може уклонити или може изазвати нежељену промену боје одеће. 
Информације о уклањању мрља могу се наћи у часописима, књигама, рекламама или на мрежи.